# Sever (Slovaquie)
Pour les articles homonymes, voir Saint Sever et Saint-Sever (homonymie).
Sever (nord) est un des quartiers de la ville de Košice.

## Territoires cadastraux
Le quartier Sever est divisé en trois territoires cadastraux: Severné Mesto, Kamenné et Čermeľ.